# Glasgow Clan
Die Glasgow Clan sind ein 2010 gegründeter Eishockeyclub aus Renfrewshire in Schottland mit Spielbetrieb in der britischen Elite Ice Hockey League. Die Heimspiele werden in der 4000 Plätze fassenden Braehead Arena ausgetragen. Im Juli 2018 wurde der Club, gegründet als Braehead Clan, in "Glasgow Clan" umbenannt.

## Geschichte
Im Zuge der Expansion der Elite Ice Hockey League, die zur Saison 2010/11 von acht auf zehn Teams aufgestockt wurde, erfolgte die Aufnahme des neu gegründeten Clubs in die EIHL. Im Mai 2010 wurde Spielertrainer Bruce Richardson als Cheftrainer des Braehead Clan vorgestellt.
Als Neuverpflichtungen wurden unter anderem die Kanadier Tim Wedderburn, Jon Landry und Dominic Noël unter Vertrag genommen. Gleich in der ersten Spielzeit konnte der Clan das „20/20 Hockey Fest“ für sich entscheiden. Nach Abschluss der Debütsaison kehrte Bruce Richardson nach Kanada zurück, die vakante Position des Cheftrainers wurde im Juli 2011 mit dem ehemaligen NHL-Spieler Drew Bannister besetzt, der ebenfalls als Spielertrainer engagiert wurde. Zur Saison 2017/18 übernahm John Tripp den Posten des Cheftrainers. Zurzeit ist der Schotte Peter Russell der Cheftrainer des Clubs.